# Економіка Філіппін
Філіппіни — аграрно-індустріальна країна. ВВП у 2007 р. становив 300,1 млрд доларів США (за обмінним курсом ПКС), річний темп зростання — 7,3 %. ВВП на душу населення — 3200 доларів США. Важливі місця в економіці посідають металургійна, машинобудівна, текстильна, швейна, фармацевтична, хімічна, деревообробна, харчова, радіоелектронна, нафтопереробна, рибна галузі промисловості. Головний вид транспорту — морський. Є також автомобільний, фрагментарно — залізничний види транспорту. Головні морські порти — Маніла, Себу, Ілоіло, Замбоанґа, Батангас, Тобако, Легаспі, Давао.

## Історія
До початку Другої світової війни в основі економіки Філіппін лежали виробництво і експорт вузького асортименту сировинних товарів, як правило, продуктів сільського господарства і лісоматеріалів. Обробної промисловості (крім цукрової) практично не існувало. Експорт прямував переважно до США, звідки надходила основна частина необхідних промислових виробів. Після здобуття Філіппінами незалежності місцева обробна індустрія отримала стимули для розвитку, і тепер її частка в національному прибутку вища, ніж у сільського господарства. Приблизно 3/4 всього експорту становлять нетрадиційні види товарів. Як і раніше, характерна непропорційно висока концентрація сучасних видів виробництв і населення в нечисленних центрах, переважно в Манілі і її околицях.
Відносна значущість аграрного сектора в економіці Філіппін поступово зменшується (у 2007 р. сільськогосподарське виробництво становило 13,8 % ВВП, промисловість — 31,7 %, сфера послуг — 54,5 %). Трудові ресурси в 2007 р. становили близько 33,6 млн осіб. У 1990-х роках понад 6 млн філіппінців працювали за кордоном, головним чином у США і державах Перської затоки. Рівень безробіття в 2007 р. — 7,3 %.

## Сільське господарство

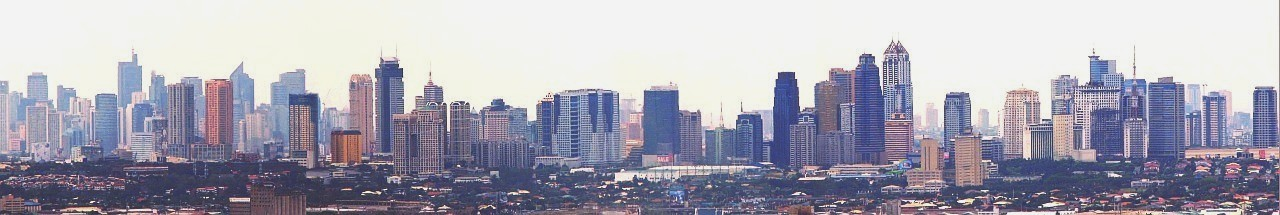
Панорама Ортігас центру на передньому плані й Макаті на задньому ліворуч

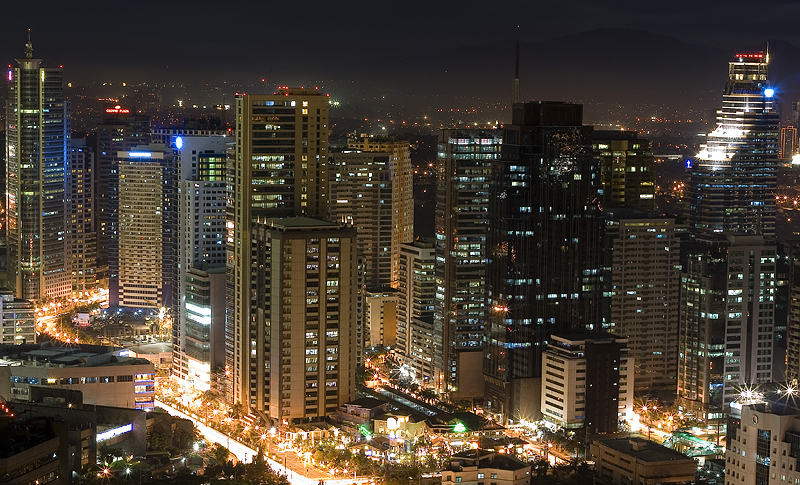
Ортігас центр — бізнес район

Сільське господарство забезпечує 13,8 % ВВП Філіппін. Під сільськогосподарськими угіддями розташовано близько 33 % всієї площі країни. Середній розмір селянського господарства — близько 4 га. Основна тенденція в сільських районах Філіппін — скорочення числа землевласників, що самостійно обробляють свої ділянки, і збільшення прошарку орендарів. Найродючіші землі зайняті під великі плантації, на яких вирощують експортні культури. Кліматичні умови загалом сприяють сільськогосподарському виробництву, хоч іноді серйозного збитку галузі завдають посухи, тайфуни і повені. Головною тяговою силою в сільському господарстві залишається філіппінський буйвіл карабао. Для задоволення внутрішнього попиту вирощують насамперед рис, кукурудзу і батат, а серед інших культур — гевею, каву, рамі (для виготовлення легких тканин і паперу), різні плодові та овочі. Цукрову тростину, кокосову пальму, банани і ананаси вирощують переважно з розрахунком на експорт.

## Промисловість
Промисловість. Різке збільшення частки продукції обробної промисловості в експорті — з менш ніж 10 % в 1970 до 75 % в 1993 — зробило цю галузь господарства головним джерелом валютних прибутків Філіппін. Особливо важливе місце у вивозі посідають електронне обладнання і одяг. Крім того, промисловість Філіппін випускає інші товари масового попиту: харчові продукти, напої, гумові вироби, взуття, лікарські препарати, фарби, фанеру і шпон, папір і паперову продукцію, електричні побутові прилади. Підприємства важкої індустрії виробляють цемент, скло, хімічні товари, добрива, чорні метали, переробляють нафту. Обробна промисловість Філіппін залучає численних іноземних інвесторів, переважно зі США і Японії. На межі ХХ-XXI ст. приблизно 30 % активів 1000 найбільших філіппінських корпорацій належить іноземцям.

## Енергетика
Енергозабазпеченість. Протягом останніх 20 років ХХ ст. Філіппіни намагаються досягти самозабезпечення електроенергією. У 1996 р. 63 % електроенергії було вироблено тепловими станціями, в тому числі 42 % — на рідкому паливі, 15 % — ГЕС і 23 % — геотермальними станціями. Тепло надр землі як джерело енергії вперше тут використане у 1980, на початку XXI ст. країна посідає 2-ге місце у світі після США за масштабом розвитку геотермальної електроенергетики. Виробництво електроенергії у 2015 році склало 90,8 млрд кВт*год.